# Os Barões da Pisadinha
Os Barões da Pisadinha é uma banda musical brasileira de piseiro e tecnobrega formada por Rodrigo Barão e Felipe Barão em dezembro de 2015, nas cidades de Heliópolis e Ribeira do Amparo, ambas na Bahia. O grande sucesso da banda é a música "Tá Rocheda", o grupo ganhou notoriedade nacional quando o jogador Neymar dançou a música e publicou em seu Instagram.
A banda coleciona vários sucessos, como "Tá Rocheda", "Basta Você Me Ligar" (com Xand Avião), "Esquema Preferido", "Já Que Me Ensinou a Beber", "Chupadinha", "Galera do Interior" com Luan Estilizado, "Recairei", entre outros.

## Biografia e história
Em 2019, a banda já vinha fazendo bastante sucesso nas regiões Norte e Nordeste do Brasil, com Rodrigo e Felipe conseguindo cada vez mais shows, porém a dupla ganhou visibilidade pelo país após o jogador Neymar publicar em seu Instagram um vídeo dançando a música "Tá Rocheda", que estava fazendo grande sucesso nas regiões Norte e Nordeste.
Em novembro do mesmo ano, Rodrigo e Felipe assinaram um contrato com a Sony Music, o que elevou a sua projeção ainda mais, rendendo participações especiais em diversos programas de televisão, como o Domingão do Faustão. Em 2020, lançaram seu primeiro álbum ao vivo, Conquistas, contando com os maiores sucessos da dupla como "Tá Rocheda", "Chupadinha", "Esquema Preferido", "Já Que Me Ensinou a Beber", "Recairei", "Galera do Interior" e "Basta Você Me Ligar", além das participações de Xand Avião, Thiago Brava e Luan Estilizado. Ainda em 2020, a música "Basta Você Me Ligar" ganhou notoriedade ao ganhar uma versão em inglês feita pela youtuber e cantora canadense Kim Sola, intitulada "Basta Você Me Ligar (English Version), que alcançou grande sucesso nas plataformas digitais e no aplicativo de vídeos TikTok.
Em 2021, o grupo se tornou o segundo artista brasileiro a conseguir emplacar duas músicas no Top 50 da parada Global do Spotify, a música "Recairei" chegou a 38ª posição e a faixa "Basta Você Me Ligar" chegou a 50ª posição. Antes deles, apenas Anitta conseguiu esse feito, colocando "Downtown" e "Vai Malandra" no top 50 do chart ao mesmo tempo. O grupo foi indicado ao Grammy Latino em 2021, na categoria Melhor Álbum de Música Sertaneja.

## Discografia
- 2018 — Você Não Me Deu Moral
- 2019 — Agora Eu Pego Mesmo
- 2019 — As Melhores 2018
- 2019 — Batom de Ouro
- 2020 — Conquistas
- 2021 — Da Roça Pra Cidade
- 2022 — Resenha Preferida
- 2023 — A Noite Todinha
- 2023 — Roça in Love
- 2023 — Festa no Interior
- 2024 — O Maior Piseiro do Mundo
- 2025 — Forró e Desmantelo (São João Xonadinho)